# 阪神155形電車
阪神155形電車（はんしん155がたでんしゃ）は、かつて阪神電気鉄道が保有していた鉄道車両で、新製の車体に流用の台車及び電装品を組み合わせた事業用の電動貨車である。本項では本形式のほか、同時期に保線作業の近代化に対応して製造された製造された事業用貨車の101形・161形についても併せて紹介する。

## 概要

### 155形
神戸高速鉄道への乗り入れ実施に伴い、1969年8月に武庫川車両工業で製造された大型高性能救援車である。石屋川車庫に常備されていた。
車体は全長18.7m、全幅2.76mの大型車体で、先に登場した151形各形式と同じ赤茶色に塗られていた。切妻両運転台の前面には2枚の正面窓と頭部中央にヘッドライト2灯、左右には標識灯を取り付けた。1.3m幅の大きな開き戸とデッキ、パワーゲートを設け、重量物の積み下ろしを可能とした。側面には窓のない2m幅の両開き扉を2箇所、側窓はスライド式のアルミサッシ窓を片側4箇所に設けている。窓のない部分には棚やフックなどを設けて救援用の資材を搭載している。
台車及び電装品は3011形の流用品で、3561形3568の機器換装時に発生した東芝製機器を搭載、台車はTT-6を履き、モーターは出力60kWのSE-516を4個搭載し、制御器はPE-15C-Hを装備した。連結器は設置されていないが、設置可能な構造になっていた。

### 101形
1962年に武庫川車両工業で製造されたレール運搬車である。外観は台車の上にレール吊り上げ用のチェーンブロックと連結棒を取り付けただけのトロッコなどとよく似たものである。常時は今津駅近くの側線に留置され、出動時は151形各形式に連結されて牽引された。そのため、連結器は151形の簡易連結器の受けに対応したピンリンク式の簡易型連結器を取り付けたほか、ブレーキ装置は自動直通ブレーキのAMMを搭載した。

### 161形
砕石運搬用として、1965年12月に日立製作所で製造されたホッパ車である。積載荷重は25t、国鉄の同系車であるホキ800形と同一の形態で塗色も同じ黒一色であるが、バンドン式密着連結器や電車スタイルの尾灯を取り付けたところが私鉄の所有車の特徴である。101形同様常時は今津駅近くの側線に留置され、出動時はモーターカーに牽引された。ただ、151形各形式とも連結可能で、154と連結された写真が残っている。1988年12月廃車。

## 変遷
155形の登場時に想定されていたような事態は幸いにして発生せず、工場入出場時に石屋川車庫と尼崎車庫の間を往復するほかに動く機会はなかった。101形や161形は保線工事に出動したが、夜間の出動のため、昼間動く姿を見ることはまれであった。1971年には101が搭載する手動チェーンブロックを電動ホイストに換装している。
時代の変化に伴い、工事用の貨車を機械扱いする事業者が増加していった。阪神においても例外ではなく、1982年に101が新型レール運搬車に置き換えられて廃車され、1988年には161がダンプトロリーに代替されて廃車された。代替車はどちらも保線用の機械扱いで無車籍である。
後に155のパンタグラフは下枠交差式のものに取り替えられ、旧型救援車の153の代替車である110の登場後も石屋川車庫で待機し続けたが、実際、地下線内で事故が発生した場合には電車で近づきがたいことから、自動車で出動して事故現場近くの駅で資材を搬入して復旧作業を行うといった方法がとられるようになった。このため余剰となった155は1992年7月24日付で廃車された。